# Campionato turkmeno di calcio
Il campionato di calcio turkmeno (Футбол в Україні) è nato nel 1992 in seguito allo smembramento dell'Unione Sovietica in 15 repubbliche indipendenti, fra cui il Turkmenistan. È posto sotto l'egida della Federazione calcistica del Turkmenistan.
La stagione inizia a marzo e si conclude a dicembre.

## Struttura
| Livello | Campionato/Divisione                    | Campionato/Divisione                    | P/R   |
| ------- | --------------------------------------- | --------------------------------------- | ----- |
| 1       | Ýokary Liga 8 squadre                   | Ýokary Liga 8 squadre                   | · 1   |
| 2       | Birinji Ligasy 32 squadre (in 4 gruppi) | Birinji Ligasy 32 squadre (in 4 gruppi) | 1 · ? |